# Francesca Alderisi
Francesca Alderisi (nacida el 29 de marzo de 1968) es una política y presentadora de televisión italiana. Desde 2018 y hasta 2022, fue Senadora de Forza Italia en representación de América del Norte y Central.

## Biografía
Nacida en Treviso de padres de Campania, creció y vive en Roma; Se graduó en la escuela secundaria clásica Plautus. En 1989 participó en el programa de televisión Domenica del que formará parte durante dos ediciones. Posteriormente dirige una columna dedicada a la programación de los espectáculos del programa Sereno Variabile de Rai 2, en la que participa en las ediciones de verano de 1991 y 1992. Luego pasó a Teleregión donde condujo el programa diario Pandora de 1992 a 1995. En la temporada 1995/1996 dirige la Rai 1 la Agenda de la edición nocturna Tg1. De 1998 a 2000 fue rostro y voz de las maxipantallas del Estadio Olímpico de Roma durante los partidos de fútbol.
Desde 2000 presenta y escribe, durante ocho ediciones, Sportello Italia, un programa de televisión de servicio difundido en todo el mundo por Rai International donde, en 2015, presentó el programa Cara Francesca. Es director general de la Fundación Italia-Estados Unidos.

### Elección a Senador
En las elecciones generales de 2018 fue elegida al Senado de la República, en la circunscripción extranjera (América del Norte y Central) como miembro de Forza Italia en la lista unitaria de centro derecha "Salvini-Berlusconi-Meloni", en virtud de 10.994 preferencias personales. 
El 4 de octubre de 2019 donó al Archivo Histórico del Senado "su colección de escritos en forma de memorias, diarios y relatos (...) recibidos de italianos en el extranjero en todos los continentes en veinte años de actividad en este campo".
En diciembre de 2019 estuvo entre los 64 firmantes (de los cuales 41 de Forza Italia) del referéndum de confirmación sobre la reducción de parlamentarios : unos meses antes, los senadores de Berlusconi habían abandonado la sala con motivo de la votación de la reforma constitucional.